# 최완주
최완주(崔完柱, 1958년 ~)는 제47대 서울고등법원 법원장을 역임하고 원로법관에 지명되어 의정부지방법원 고양지원 파주시법원 판사로 재직중이다. 

## 생애
충청남도 예산군에서 태어나 예산고등학교와 서울대학교 법과대학을 졸업하고 1981년 제23회 사법시험에 합격해 1983년 사법연수원 13기를 수료했다. 1986년 서울지방법원 동부지원에서 판사를 시작하여 서울민사지방법원, 부산지방법원 동부지원, 부산고등법원, 서울고등법원 판사를 거쳐 법원행정처에서 사법정책연구심의관을 하다가 부장판사에 승진하여 춘천지방법원과 서울지방법원에서 재판장으로 재판을 지휘하였으며 사법연수원 교수를 하다가 인천지방법원과 광주고등법원에서 수석 부장판사를 지냈다. 이후 서울고등법원 부장판사와 서울중앙지방법원 형사수석부장판사를 한 이후 2012년 9월 제16대 울산지방법원장 겸 울산광역시 선거관리위원회 위원장을 겸직하였으며 2014년 2월에 서울행정법원장으로 전보되어 1년동안 법원장 직을 유지하다가 2015년 2월 서울고등법원에서 재판장으로 복귀하였으나 2017년 2월 9일에 서울고등법원장에 임명되어 "사건이 많아 재판이 정체되는 경향이 있어 재판부를 늘려야 한다는 논의가 꾸준히 있었다"는 점과 "국정농단 사건 항소심 재판이 늘어나고 있다"는 점이 영향을 미쳐 형사 재판부를 기존 12개에서 13개로 늘렸고 이때 신설된 형사13부(재판장 정형식)가 이재용 항소심을 심리하게 됐다.
서울중앙지방법원 부장판사로 근무하며 영장전담판사, 형사합의부 재판장을 역임하면서 형사소송법 주석서 집필에 참여하고 헌법재판소 연구부 수석부장으로 파견근무하면서 헌법 관련 논문을 발표하는 등 법원 내 헌법 등 공법분야와 형사재판 분야에 정통하다는 평가를 받은 최완주는 서울중앙지방법원에서 근무하던 2003년 10월 22일 천정배 법무부 장관이 검찰에 대해 불구속 수사 지휘를 했음에도 구속영장이 청구된 송두율에 대해 "범죄사실이 소명되나 피의자가 혐의를 부인해 증거인멸 우려가 있고 높은 처단형이 예상돼 도주우려가 있다"고 구속영장을 발부하면서 "유·무죄를 판단할 정도는 아니지만 노동당 후보위원 부분을 포함해 검찰의 영장 기재내용이 소명이 충분하며 유죄가 인정될 경우 실형선고가 예상된다”고 했으며 8월 20일에는 아내를 강제 추행하고 상해를 입힌 강제추행치상 등으로 불구속 기소된 김모씨(45)에 대해 "김씨는 아내가 이혼을 요구한다는 이유로 두 손을 움직이지 못하게 하고 강제로 성추행해 상해를 입힌 점 등 공소사실이 모두 유죄로 인정된다"며 "성적 자기 결정권을 침해하는 이같은 행위는 부부간이라도 용인될 수 없다"는 이유로 징역 2년6월 집행유예 3년을 선고하면서 부부간에도 강제추행이 성립한다는 점을 최초로 인정해 여성의 성적 자기결정권이 확립되게 하거나  112 신고를 받고 출동한 경찰이 신고내용을 충분히 확인하지 않아 피해자가 살해당한 사건에서 국가의 배상책임을 인정하기도 했다.
2008년 신영철 서울중앙지방법원장이 "회의 석상이나 형사단독 판사들에게 보낸 이메일 등을 통해 촛불사건 재판 진행에 관여했다"는 의혹이 제기되자 구성된 진상조사단에 참여한 최완주는 2012년 9월 7일 울산지방법원장 취임식에서 "종래의 밀폐된 사건처리가 아닌 공개적 절차를 통해 국민들의 재판만족도가 높아졌지만 아직 사법부에 대한 국민들의 신뢰는 충분한 정도에 이르지는 않았다"고 하면서 "국민들의 신뢰를 높이기 위해 시민들이 직접 법원 업무에 참여할 수 있는 방안을 강구하겠다"며 "상시 법정설문조사와 법원견학프로그램 등을 발전적으로 계승하고 시민사법위원회나 시민사법참여단 설치를 적극 검토할 것"이라고 밝혔으며 서울고등법원장으로 재직하던 2017년 12월초 "박근혜 정부 당시 청와대가 세월호 사고 당일 보고시간을 조작하고 위기관리지침을 무단으로 변경했다"는 의혹을 수사하고 있는 검찰이 청구한 대통령 지정 기록물에 대한 압수수색영장을 발부하여 열람하게 했다.
제47대 서울고등법원 법원장으로 재직하던 2019년 1월 28일에 있었던 대법원 인사에서 원로법관으로 지명돼 1심 재판을 맡게 되면서 고양지원 파주시법원 판사를 맡게 되었다.

## 주요 판결
- 2000년 9월 정몽헌 회장을 국감증인에서 빼주는 대가로 자신과 친분이 있는 2개 건설업체가 현대건설 하도급 공사를 받게 해주는 등  2000년 1월∼4월 안상태 나라종금 사장에게서 재판 편의 등 대가 2억5천만원, 2000년 9월 현대에서 3천만원을 받은 제3자 뇌물수수 등으로 구속기소된 민주당 이훈평 의원에 대해  "청탁했다는 현대측 관계자들의 진술이 일관되고 신빙성이 있어 공소사실은 유죄로 인정된다"며 "공정하고 청렴하게 직무를 수행해야 할 피고인이 기업청탁을 받고 하도급을 수주해준 것은 비난 가능성이 높고 피고인이 수주해준 기업이 4억원대 이익을 올리는 등 시장질서를 어지럽힌 책임도 크다"고 하면서 징역 1년을 선고했다.[9]
- 2002년 12월초 서울 소공동 롯데쇼핑 지하주차장에서 신동인 롯데쇼핑 사장으로부터 대선자금 명목으로 현금 5억원씩이 든 대형 여행용 가방 2개를 건네받은 한나라당 신경식 의원에 대해 "피고인이 대체로 공소사실을 시인하고 있고 자금 전달 경위도 피고인 주장과 달리 공소사실 대로 이뤄진 것으로 판단된다"며 "깨끗한 정치자금 관행을 위해 엄벌해야 하나 피고인이 개인적으로 사용하지 않고 당을 위해 사용했으며 잘못을 반성하고 정계를 은퇴하려 하는 점 등을 감안, 집행유예를 선고한다"며 징역 1년에 집행유예 2년을 선고했다.[10]
- SK 등으로부터 1억원을 받아 특가법상 알선수재로 추가기소된 박지원 전 문화관광부 장관에 대해 금호로부터 3천만원을 받은 부분에 대해서는 "피고인이 자백하지만 '금호 박종구 회장에게 비자금 1억원을 조성해 전달했다'는 김모씨의 증언만으로는 혐의 입증이 되지 않는다"며 증거 불충분을 이유로 무죄로 판단하면서 피고인이 자백하고 다른 증거를 종합한 결과 확인되는 SK 7천만원을 받은 혐의에 대해서만 유죄를 인정하여 징역2년6월에 추징금 7천만원을 선고했다.[11]
- 법조 브로커에게 돈을 주고 사건을 사들인 혐의(변호사법 위반)로 불구속 기소된 부장판사 출신 변호사 민모(49)씨와 최모(50)씨에게 각각 벌금 2천만원씩을 선고했다.[12]
- 1999년 8월 정태수 전 한보그룹 회장의 주치의로 있으면서 정 회장이 고혈압과 협심증 등에 따른 형 집행정지 신청을 내자 정씨에게 유리한 내용의 소견서를 작성해 준(특가법상 알선수재)로 불구속 기소된 이영우 전 서울대 병원장과 돈을 건넨 한보그룹 정보근 회장에 대해  "이례적으로 소견서가 신속하게 발급됐다는 등의 증거만으로 유죄를 인정하기 어렵다"고 하면서 무죄를 선고했다.[13]
- 2001년 7~8월 사이 하나로통신과 189억원대 납품계약 협상을 진행 중이던 전자회사 대표에게 계약수주 편의 청탁을 받고 지인 김모씨에게 4억원을 송금하게 하는 등 모두 12억4000만원의 배임수재 혐의로 구속기소된 신윤식 전 하나로통신 회장에 대해  "장비납품과 관련한 최종권한을 갖고 있으면서 지인들에게 금전적 이득을 취하게 한 죄가 무겁지만 고령으로 건강이 좋지 않고 3000만원 외에는 직접 이득을 취하지는 않은 점 등을 고려했다"며 징역 1년 집행유예 2년, 추징금 3000만원을 선고했다.[14]
- 2002년 대통령선거 기간 중 여야 선거 캠프에 총 385억원의 불법 정치자금을 제공한 혐의(정치자금법 위반)로 불구속 기소된 이학수 삼성전자 부회장에 대해 "검찰의 공소 사실이 모두 유죄로 인정된다"며 "자금 추적이 어려운 무기명 채권을 쓰는 등 금품 제공이 치밀하고 조직적으로 이뤄졌고, 수사과정에서 금품 제공과 관련된 사람들과 협의해 전달 규모를 줄이려고 한 점을 고려할 때 죄질이 무겁다"며 징역2년6월을 선고하면서 "당시 이회창 한나라당 후보의 당선이 유력하던 상황에서 이 후보 측의 강력한 정치자금 요구를 거절하기 어려웠을 것이라는 점과, 다시는 정치자금을 제공하지 않겠다고 뉘우치고 있는 점 등을 감안해 형의 집행을 유예한다"며 집행유예 4년을 선고하고 채권 1730장을 몰수했다.[15]
- 서울 신촌에서 술에 만취된 채 택시 위에 올라가 난동을 부리다 이를 말리던 시민 박모씨의 목을 군용무기로 찌른 혐의로 구속 기소된 미8군 17항공여단 소속 존 크리스토퍼 험프리(21) 일병에 대해 징역2년6월의 실형을 선고했다.[16]
- 이중근 ㈜부영 회장한테서 1억3천만원어치의 금품을 받은 혐의로 무기징역 또는 10년이상의 유기징역에 처하는 특정범죄가중처벌법의 뇌물로 구속기소된 봉태열(58) 전 서울지방국세청장에 대해 징역 3년6월과 추징금 1억866만원을 선고했다.[17]
- 국가보안법상 찬양.고무 등의 혐의로 구속 기소된 한총련 12기 의장 백종호(25)에 대해 "배움의 과정에 있는 어린 나이에 현실적 모순을 느껴 지적 욕구 때문에 이러한 행동을 한 것으로 보인다"며 "엄한 벌을 내리기보단 관용으로 포용하는 것이 낫다는 생각에 이같이 선고한다"는 이유로 징역3년 집행유예 5년, 자격정지 3년을 선고하고 석방했다.[18]
- 고시원에 침입한 남성이 휘두른 흉기에 찔려 전치 12주의 부상을 입은 최모(여·20) 씨가 고시원을 상대로 낸 손해배상 청구소송에서 "고시원도 숙박업으로 볼 수 있으며, 고객에게 위험이 없고 편안한 객실을 제공해 고객의 안전을 보호할 의무를 부담한다"고 하면서도 "이번 사건이 고시원의 소방시설, 비상구 등 관리 하자와는 아무런 관련성 없이 발생한 사건"이라며  "사건 당일 피해자 최 씨가 방문을 걸어 잠그지 않은 채 잠을 자고 있었다"며 "범인이 같은 층 다른 방문을 두드리기도 한 사정을 감안할 때 방문을 제대로 잠갔다면 사건이 발생하지 않았을 것으로 보인다"고 하면서  "고시원의 책임이 없다"며 원소 패소 판결했다.[19]